# وائل العشري
وائل عشري كاتب وروائي وقاص ومترجم مصري وأستاذ الأدب العربي الحديث في جامعة تمبل بمدينة فيلادلفيا الأمريكية، وُلد في محافظة القاهرة عام 1974، وتخرج من قسم اللغة الأنجليزية في كلية الأداب بجامعة القاهرة عام 1995، ثم حصل علي درجة الدكتوراه في الأدب العربي الحديث من جامعة نيويورك بالولايات المتحدة الأمريكية عام 2009.

## مؤلفاته
تنوعت أعمال وائل عشري ما بين التأليف والترجمة فألف عدة مجموعات قصصية، كما شارك مع كتاب آخرين في تأليف كتاب يوثق لثورة الخامس والعشرين من يناير، بالإضافة إلى ترجمة العديد من النصوص الأدبية من الإنجليزية، ونذكر من أعماله المؤلفة والمترجمة ما يلي:

### المؤلفات
- سأم نيويورك (مجموعة قصصية): صدرت عام 2005 عن دار شرقيات للنشر والتوزيع بالقاهرة، وفازت بجائزة ساويرس للثقافة عام 2006.[1]
- الجدران تهتف - جرافيتى الثورة المصرية: كتاب توثيقي صدر عام 2012، واشترك في إعداده وائل العشري مع جيجي إبراهيم، وهاشم القلش، ومنة إبراهيم، وهند خيرة، وتارا تودروس وايتهيل، وشريف برعي، وماجي أسامة، وعثمان الشرنوبي، وبيير سيوفي، وعمر كامل، وسارة كار، وكتب مقدمة الكتاب كل من مالك مصطفى، ورشا عزب، وترجمه إلى الإنجليزية كل من خالد عبد الله، وكاثرين هالز.[2]
- الإغراء قبل الأخير للسيد أندرسون (مجموعة قصصية): صدرت عام 2013 عن دار الكتب خان للنشر والتوزيع بالقاهرة.[3][4]

### التراجم
- فرناندو بيسوا - رسائل ونصوص: صدرت عام 2017 عن دار الكتب خان للنشر والتوزيع بالقاهرة.[5][6]
- سيدتان جادتان (رواية): صدرت ترجمة الرواية الوحيدة لكاتبة المسرح والقصة الأمريكية جين بولز عام 2018 عن دار الكتب خان للنشر والتوزيع بالقاهرة.[7][8]
- الورود حقيقية (مجموعة قصصية): صدرت ترجمة المجموعة القصصية للكاتب وجيه غالي عام 2020 عن مركز المحروسة للنشر والخدمات الصحفية والمعلومات بالقاهرة.[9]
- رسائل السنوات الأخيرة (مجموعة قصصية): صدرت ترجمة المجموعة القصصية للكاتب وجيه غالي عام 2020 عن مركز المحروسة للنشر والخدمات الصحفية والمعلومات بالقاهرة.[10]
- عن النشر الذاتي: صدرت ترجمة كتاب «عن النشر الذاتي» للكاتب بيرنهارد سيلا عام 2020، ويتناول الكتاب بالدراسة نحو ١٨٠٠ إصدار ذاتي معاصر طبعت ونشرت جميعها بدون رقم دولي معياري للكتاب.[11]

## الجوائز والتكريمات
حظي الكاتب وائل عشري بتكريم العديد من الجهات المحلية والعربية، وحصل على عدد من الجوائز الأدبية، والتي من أهمها:
- جائزة ساوريس للثقافة للمركز الثاني في القصة القصيرة فرع شباب الكتاب عن مجموعته القصصية «سأم نيويورك» عام 2006.[12]